# Močerady
Močerady (en allemand : Motscherad, précédemment : Modscherad) est une commune du district de Domažlice, dans la région de Plzeň, en République tchèque. Sa population s'élevait à 63 habitants en 2017.

## Géographie
Močerady se trouve à 4 km au sud de Staňkov, à 14 km au nord-est de Domažlice, à 33 km au sud-ouest de Plzeň et à 117 km à l'ouest-sud-ouest de Prague.
La commune est limitée par Hlohová au nord, par Hlohovčice et Srbice à l'est, par Koloveč au sud et par Osvračín à l'ouest.

## Histoire
La première mention écrite de la localité date de 1115.

## Patrimoine

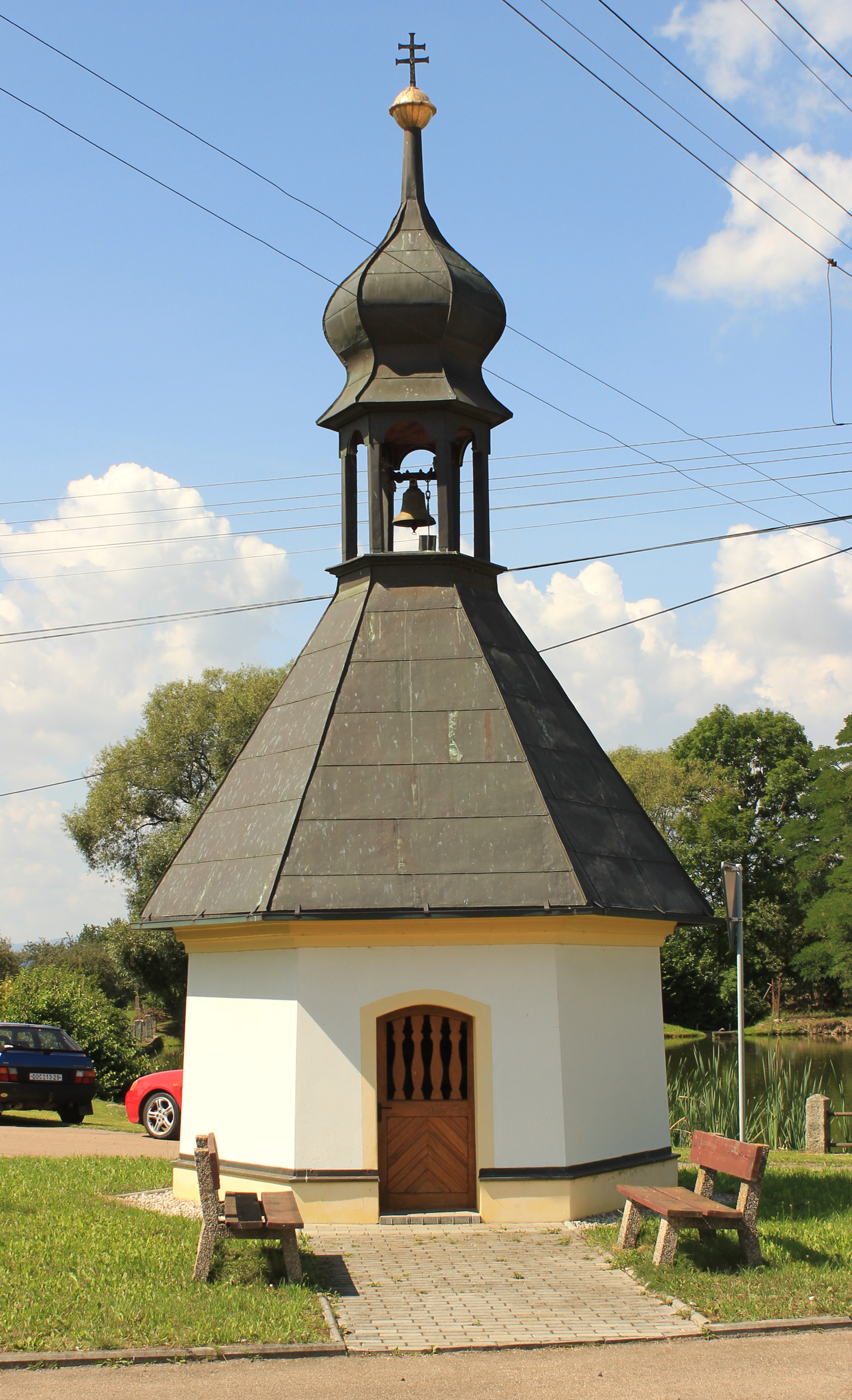
Chapelle à Močerady.
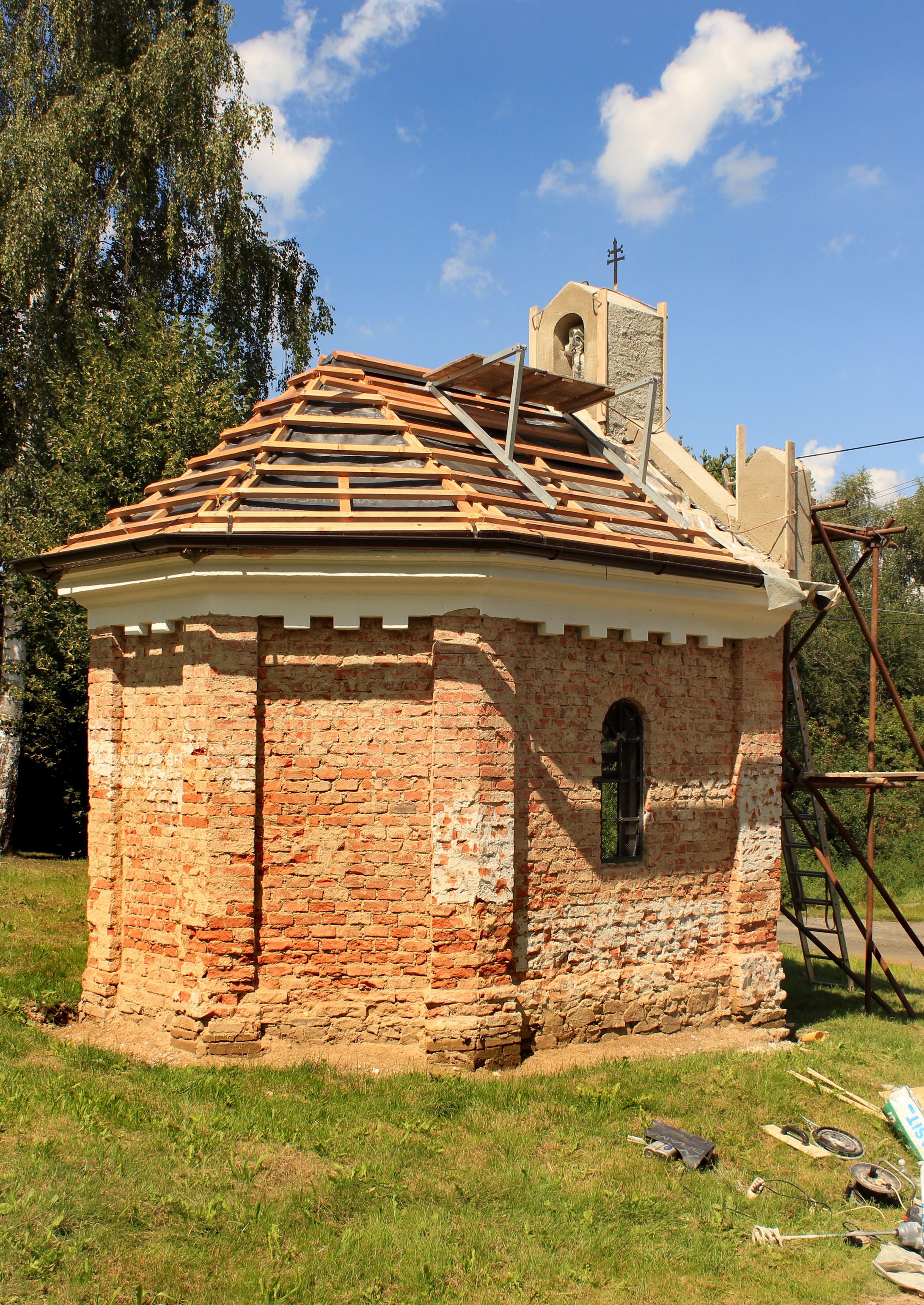
Chapelle à Nové Dvory.

## Administration
La commune se compose de deux quartiers :
- Močerady
- Nové Dvory